# Fnatic
Fnatic (pronunciat "fanatic"; també estilitzat com fnatic o FNATIC) és un equip professional d'esports electrònics fundat el 23 de juliol de 2004 i amb seu a Londres, el Regne Unit. L'organització té jugadors en diverses parts del món, competint en videojocs com Counter-Strike: Global Offensive, Dota 2, Heroes of the Storm, Valorant, i League of Legends.
L'equip de League of Legends de Fnatic va guanyar el primer League of Legends World Championship en 2011. A l'edició d'estiu de 2015 es va convertir en el primer equip europeu a finalitzar la League Of Legends Championship Series (LCS) d'Europa sense derrotes.